# Henk van Dorp (journalist)
Henk van Dorp, pseudoniem van Hendrik Jan Bongaarts (Eemnes, 18 maart 1940), is een Nederlandse televisie- en radiopresentator en (sport)journalist.

## Loopbaan
Vrijwel zijn gehele carrière werkte hij samen met Frits Barend, die hij leerde kennen toen deze hem interviewde voor het CJP-tijdschrift Plug. Hun eerste gezamenlijke optreden was in Sportief zijn, beter worden van de zeezender Radio Veronica.
Vanaf 1972 werkte Bongaarts onder zijn pseudoniem samen met Barend als journalist bij het weekblad Vrij Nederland, waarbij de nadruk op sport viel. Vanaf 1974 werkt het duo voor televisie, laatst in het praatprogramma Barend & Van Dorp.
Hij werd samen met Frits Barend uitgeroepen tot Omroepman van het Jaar 2000.

## Televisiewerk
- Amsterdam ‘66’ (VARA)
- Sport Studio (NOS)
- FC Avondrood (VARA)
- Barend & Van Dorp (RTL 4, later Talpa)

## Radiowerk
- Sportief zijn, Beter worden (Radio Veronica)
- Help, er zit een olifant in de tram (Radio Veronica)
- Studio Sport, deel III (VPRO, Radio 1)
- Tussen Barend & Van Dorp (VARA, Radio 1)
- KRO Hilversum 3